# Johannes Gollnow
Johannes Gollnow (* 26. Oktober 1878 in Stettin; † nach 1953) war ein deutscher Politiker (DVP).
Johannes Gollnow war der älteste Sohn des gleichnamigen Inhabers einer Stahlbaufirma in der pommerschen Provinzhauptstadt Stettin. Gollnow studierte an der Technischen Hochschule München. 1904 trat er in die väterliche Firma J. Gollnow & Sohn ein, die auf Stahlhoch-, Stahlwasserbau- und Brückenbau spezialisiert war. Nach dem Tod des Vaters 1911 leitete er diese gemeinsam mit seinem Bruder Carl. Ferner war er Besitzer des Gutes Alt-Buchholz bei Stettin. Die Technische Hochschule Braunschweig promovierte ihn zum Dr.-Ing. e. h.
Der Provinziallandtag der Provinz Pommern wählte ihn für den Zeitraum von Mai 1921 bis April 1933 als Mitglied in den Preußischen Staatsrat, wo er der Fraktion der Preußischen Arbeitsgemeinschaft im Staatsrat angehörte. Von 1926 bis 1932 gehörte er auch selber dem Provinziallandtag der Provinz Pommern an. Er wurde jeweils für die Deutsche Volkspartei (DVP) im Wahlkreis Stettin gewählt. Er gehörte dem Verein Deutscher Ingenieure (VDI) mit der Mitgliedsnummer 08101 an.